# Derby-Maserati
Der Derby-Maserati ist ein Rennwagen von 1934 oder 1935. Der Name steht für den französischen Fahrzeughersteller Derby und den italienischen Motorenhersteller Maserati.

## Beschreibung

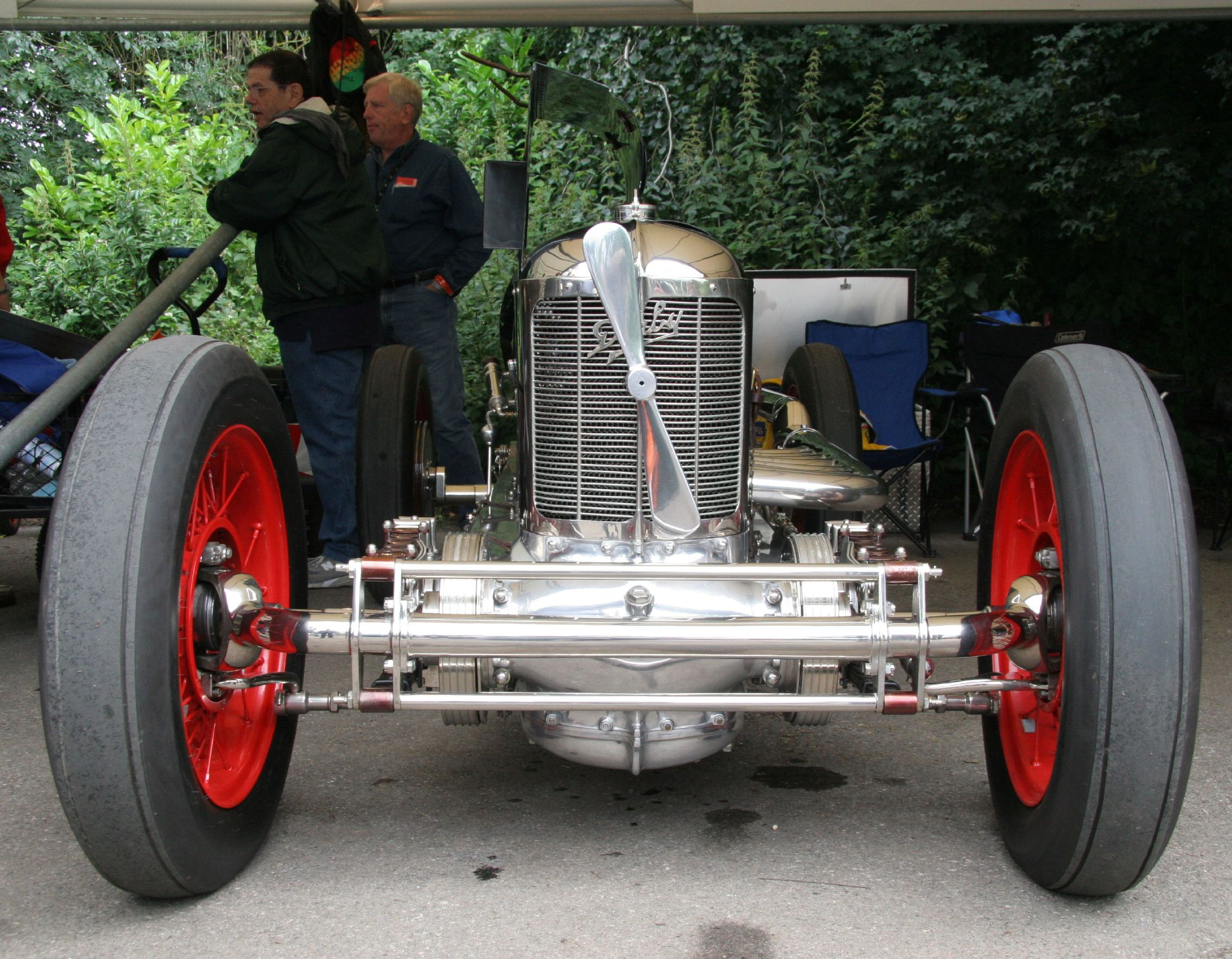
Vorgänger: Derby-Miller

Vorausgegangen war der Derby-Miller, der ursprünglich auf einem Rennwagen der Harry A. Miller Manufacturing Company aus den Vereinigten Staaten basierte. Insbesondere Gwenda Stewart setzte das Fahrzeug bei Rennen und Rekordfahrten ein.
Derby verwendete bei diesem Modell einen Vierzylindermotor vom Maserati 4CM. Jeder Zylinder hat 69 mm Bohrung und 100 mm Hub, was 1496 cm³ Hubraum ergibt. Besonderheiten waren zwei obenliegende Nockenwellen und ein Kompressor zur Leistungssteigerung. Der Motor leistet etwa 125 PS. Ungewöhnlich ist der Frontantrieb, den schon der Derby-Miller hatte.
Die offene Karosserie ist ein Monoposto. Der Motorraum ist auffallend schmal. Kotflügel fehlen.
Gwenda Stewart fuhr damit Rennen in Dieppe, Brooklands und Bern. Die Erfolgen blieben gering.
Das Fahrzeug ist erhalten geblieben. Es stand lange Zeit in der Donington Grand Prix Collection in England. Im Juli 2008 wurde es versteigert. Der Schätzpreis belief sich auf 100.000 bis 140.000 Pfund Sterling.
Eine ältere Quelle meint, der Derby-Maserati war nur ein Umbau des Derby-Miller.